# 크리스틴 루린

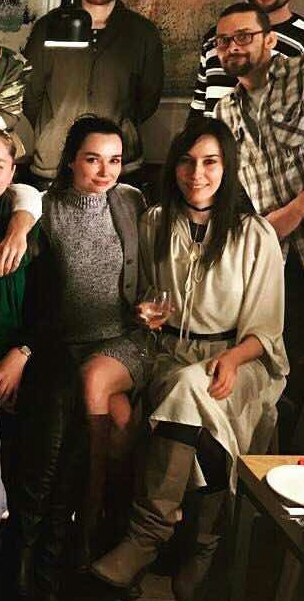

크리스틴 룰린(Kristen Ruhlin, 1984년 6월 15일 ~ )은 미국의 배우이다.
찰스턴에서 태어났다.

## 영화
- 쉬 원츠 미 (2012년) - 새미 킹스턴 역
- 스턱 (2014, #Stuck)
- 디센트 (2007년)
- 더 걸 인 더 파크 (2007년)
- 네버 세이 굿바이 (2006년)